# 作家杰克
《作家杰克》（英語：Jack the Writer）是美国情景喜剧《我为喜剧狂》第1季的第4集，于2006年11月1日通过全国广播公司在美国首播，一年后的2007年11月1日在英国播出。这一集由罗伯特·卡洛克编剧，盖尔·曼库索执导，是两人首度出任《我为喜剧狂》的编剧和导演。本集节目的客串演员包括卡特里娜·宝登、凯斯·鲍威尔、马里克·潘考利、汤姆·布勒克、约翰·卢茨、詹姆斯·安德森和莎朗·威尔金斯。
这一集的剧情主要讲述的是《TGS与崔西·乔丹》首席编剧丽兹·莱蒙（Liz Lemon，蒂娜·菲饰）和顶头上司杰克·唐纳吉（Jack Donaghy，艾力·寶雲饰）的关系，以及节目的一众编剧们在创作过程中所需要面对的“干扰”。丽兹的助手施乐（卡特里娜·宝登饰）总是穿着充满性暗示的服装在办公室里走来走去，编剧们根本无心工作，杰克开始加入到编剧的队伍让大家对工作更没兴致。此外，电视台的杂工跟班肯尼斯·帕塞尔（Kenneth Parcell，杰克·麦克布瑞尔饰）也学到了教训：为节目的大明星崔西·乔丹（Tracy Jordan，崔西·摩根饰）工作比他想像的要困难得多。

## 剧情
《TGS与崔西·乔丹》的编剧们正准备为节目创作草案时领导杰克·唐纳吉来了，他宣布自己正在参加通用电气一个名叫六標準差的课程，该课程鼓励上级与下级互动、交流。他告诉丽兹和众编剧自己会每天到编剧的办公室了解、观察他们的日常工作。几天后，杰克开始不再满足于观察，而是对编剧的工作指手划脚，他经常对最新的节目编排给出计划，这让众编剧相当郁闷。丽兹于是告诉杰克众人不希望上级插手自己的工作，杰克表示自己虽然享受与编剧一起工作的过程，但还是尊重他们的决定。
之后，杰克的秘书告诉丽兹，杰克希望她道歉，而且她还必须装做是自己觉得过了份而道歉。丽兹于是回到杰克的办公室道歉，双方言归于好。之后编剧们吃午饭时，杰克把大家介绍给了自己的两位客人。众编剧向丽兹提出希望可以到电视台《今天》节目所使用的屋顶上去看看，丽兹回答只有在自己和杰克还是朋友的情况下才可能办到。她去询问杰克，但他拒绝了，并告诉丽兹那两个客人都是自己的上司，他们对丽兹和她的手下印象都很差。杰克对此向丽兹表示遗憾，而丽兹则说他们现在不再是朋友了。丽兹的助手施乐总是穿着非常暴露的服装在办公室走来走去，令一众男编剧无法专心工作。丽兹试图说服她穿得保守一点，但施乐却反过来告诉丽兹她自己倒应该穿得性感点儿，这样可以让她更自信，更美丽，于是丽兹之后穿着一件她觉得性感的衣服，只是不知道上面写着“淫荡天后”（Dirty Diva）的字样。
肯尼斯开始做崔西·乔丹的专职跟班，但发现这份钱不大好赚。崔西命令他完成多项任务，比如到扬基队的体育馆买玉米片，或是去取一个“重要包裹”，里面装的是崔西打算养到鱼缸内的非法鱼种。崔西还让肯尼斯给自己太太买东西，并带她去一家好餐馆，再把礼物送给她，只是肯尼斯在这一路上实在吃尽了苦头。

## 制作
《我为喜剧狂》和《日落大道60号演播室》都是2006至2007年全国广播公司的新剧，讲述的都是一个喜剧节目的幕后故事。这两个节目在题材上产生了重叠，并因此也伴随着冲突。《日落大道60号演播室》的主创人艾倫·索金曾向洛恩·迈克尔斯请求到《周六夜现场》剧组观察一个星期，但迈克尔斯没有同意。尽管有这不愉快的过去，但在全国广播公司宣布这两个节目都将得以播出时，索金还是给菲送了鲜花，并祝她和《我为喜剧狂》好运。最后《我为喜剧狂》第一季的表现虽然乏善可陈，收视率也低于《日落大道60号演播室》，但却成功获得了第2季的续订，后者则遭到取消，因为其制作成本更高。《作家杰克》中包括有许多“边走边谈”的拍摄风格，这正是《日落大道60号演播室》及索金之前的许多作品经常采用的形式。
《我为喜剧狂》中经常提到《星際大戰》，《试播集》就有崔西·乔丹大喊自己是绝地武士的桥段。丽兹·莱蒙也表示自己是《星際大戰》的死忠粉丝，还说自己和老朋友皮特·霍恩伯格（Pete Hornberger）一起看过很多次，并且还曾多次在万圣节时打扮成莉亞公主的形象。蒂娜·菲也是《星際大戰》的粉丝，她表示节目中每周一次有关《星際大戰》的笑话“已经开始很自然地出现了”，因为剧组都意识到他们“几乎每个节目中”都会有一个这样的笑话。菲表示这已经成了他们“试图保持下去的一种传统”，虽然不能保证每一集都有一个，但还是有着“相当高的安打率”。菲认为这其中大部分的功劳属于“常驻专家”罗伯特·卡洛克。在这一集中，丽兹反复引用《星際大戰》来向杰克比喻自己的处境，之后她意识到自己“需要去买新的DVD了”。

## 反响
根据尼尔森收视率调查的数据，《作家杰克》在美国首播时有约461万户家庭观众，在该星期所有电视节目中名列第81位，而在18-49岁年龄段人群中收获了1.7 / 5%的收视率，这意味着当晚美国所有18-49岁人群中有1.7%观看了《作家杰克》，而当时有观看电视的这个年龄段人群中则有5%选择收看了这集节目。在英国播出时，《作家杰家》吸引了50万观众，占该时间段观众人数的4%。
IGN的罗伯特·坎宁（Robert Canning）认为这一集“仍然是很有娱乐性的半小时”，但“没有什么特别令人难忘的部分”。他认为崔西·乔丹的角色已经“迅速成为节目的一个让人感到愉快的环节”。電視指南的马特·韦伯·米托维奇（Matt Webb Mitovich）认为这个星期最优秀的节目还是艾倫·索金的《日落大道60号演播室》，不过《作家杰克》也有不错的表现。